# Touch me (田村直美の曲)
「Touch me」（タッチ・ミー）は、田村直美の8枚目のシングル。

## 内容
シングル表題曲としては初のノン・タイアップである。

## 収録曲
1. Touch me
作詞：田村直美　作曲：田村直美・石川寛門　編曲：井上龍仁・須貝幸生・鷹羽仁
2. maybe tomorrow
作詞：田村直美　作曲：田村直美・石川寛門　編曲：Joey Carbone・鷹羽仁
3. Touch me (inst.)

## レコーディング参加
- 神長弘一 - ギター
- 弥吉淳二 - ギター
- Tim Jensen - コーラス